# Антивоенна литература
Антивоенната литература е събирателно название за литературни произведения, насочени против войната като средство за разрешаване на международни и вътрешни държавни конфликти. Развива се успоредно със засилените антимилитаристки и пацифистки настроения в културния и обществен живот в много западноевропейски страни и САЩ преди и по време на Първата и Втората световна война.
Някои от най-значимите автори на антивоенна литература са Анри Барбюс, Анри Дюнан, Владислав Ванчура, Греъм Грийн, Хайнрих Ман, Робърт Олдингтън, Ливиу Ребряну, Ерих Мария Ремарк, Ромен Ролан, Джоузеф Хелър, Ърнест Хемингуей. Сред известните антивоенни романи са „Сбогом на оръжията“ (Ъ. Хемингуей), "На западния фронт нищо ново" (Е. М. Ремарк), "Джони грабна пушката" (Долтън Тръмбо), „Параграф 22“ (Дж. Хелър), „Кланица 5“ (К. Вонегът), „Трима другари“ (Е. М. Ремарк), „На края на географията“ (А. Л. Антунеш), „Спомен от Солферино“ (А. Дюнан).